# NSU Prinz
NSU Prinz – samochód osobowy produkowany w RFN przez NSU Motorenwerke AG w latach 1957-1973. W tym czasie był dwa razy modernizowany.

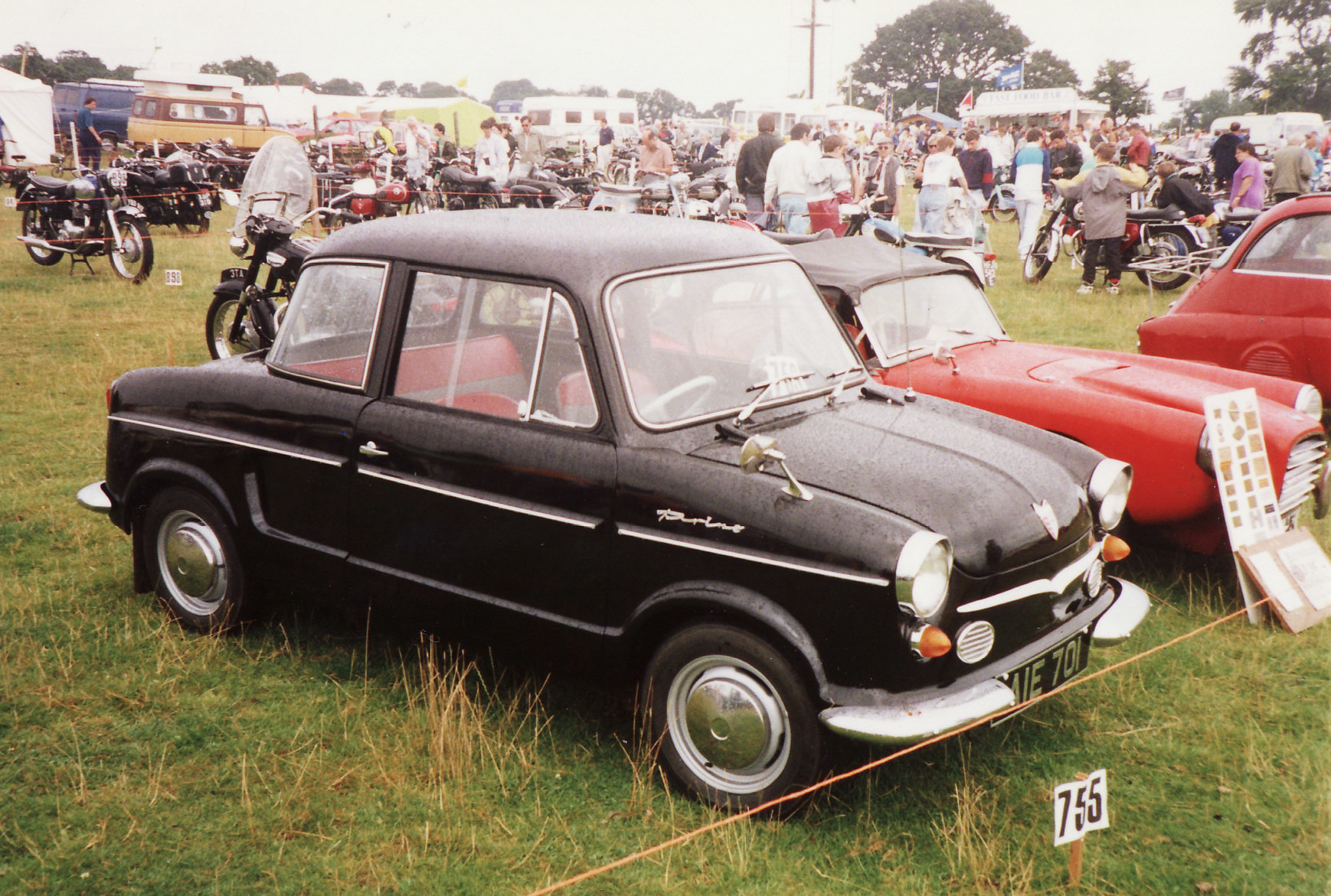
NSU Prinz z 1958

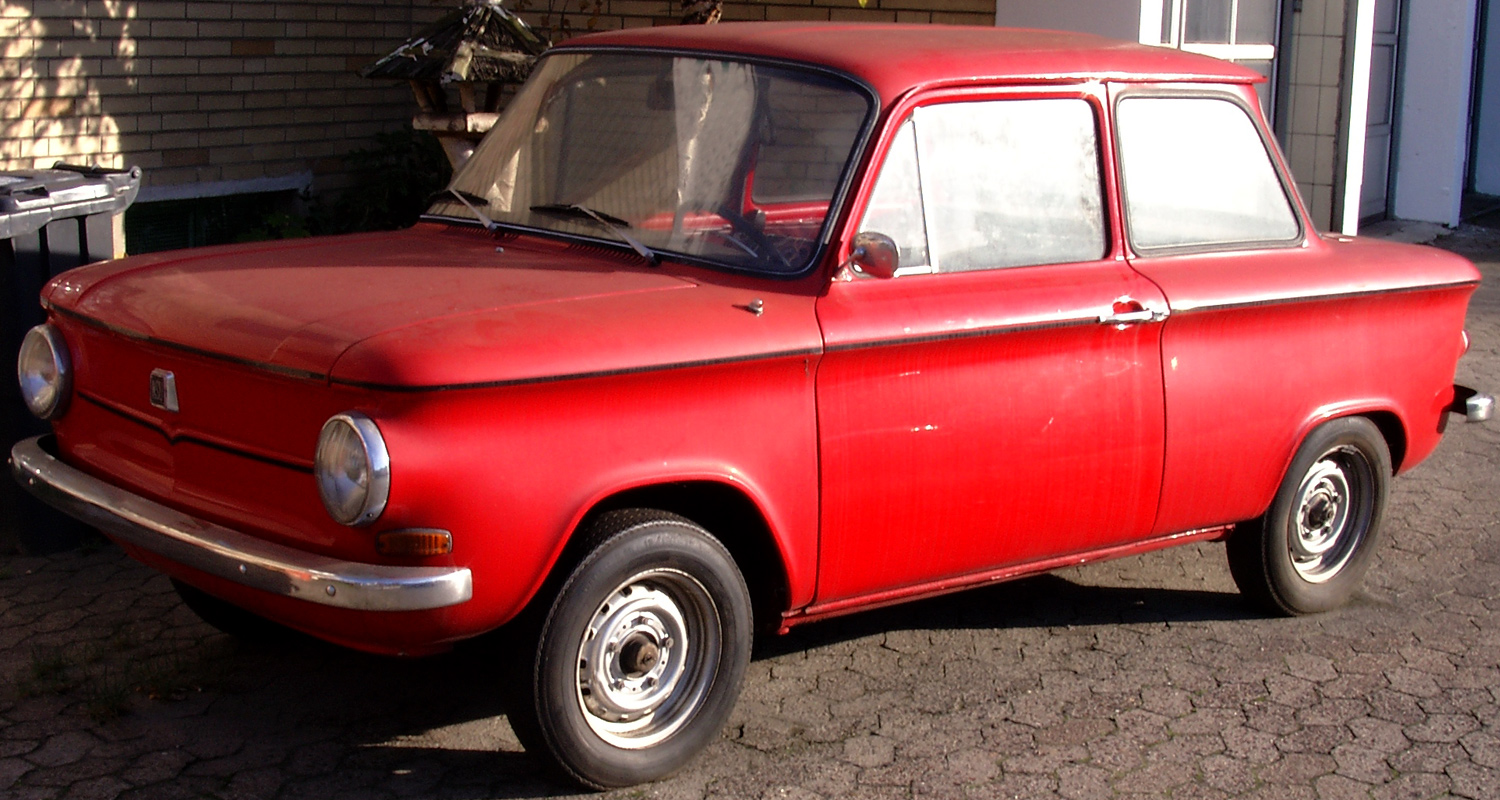
NSU Prinz 4

Prinz 4 zaprojektowany był jako dwudrzwiowy sedan, wzorowany na samochodzie Chevrolet Corvair produkowanym od 1959 roku, jednak mniejszy, czteromiejscowy. Dwucylindrowy silnik umieszczony został z tyłu, zaś napęd był na tylne koła.
NSU Prinz 4L zastąpił pierwotny model w 1962 roku. Był krótszy niż NSU 1000, napędzany silnikiem dwucylindrowym, chłodzonym powietrzem. Po przejęciu NSU przez Volkswagena, nazwę producenta zmieniono na Audi-NSU AG, zaś produkty NSU szybko wycofano z produkcji, jako że znajdowały się w tym samym segmencie rynku co VW Garbus firmy-matki.
Łudząco podobne do Prinz 4 wzornictwo miał powstały w tym samym czasie radziecki samochód ZAZ-966 Zaporożec, również skonstruowany na wzór Corvaira (stąd ironicznie nazywany w Polsce np. „Sasza Prinz”). Jednakże był on większy i silnik zastosowany w produkcie z ZSRR (4-cylindrowy, chłodzony powietrzem, o pojemności 0,9 l i mocy 26-50 KM) był zupełnie inny.
NSU Prinz był eksportowany m.in. do USA, gdzie w 1960 roku kosztował 1398 dolarów, będąc najtańszym z szerzej dostępnych samochodów importowanych oraz amerykańskich.

## Dane techniczne
| Wersja             | Silnik:                  | Układ zasilania:   | Średnica × skok tłoka: | St. sprężania:     | Moc maksymalna:                  | Maks. moment obrotowy     | 0-100 km/h:        | V-max:             |
| Silniki benzynowe: | Silniki benzynowe:       | Silniki benzynowe: | Silniki benzynowe:     | Silniki benzynowe: | Silniki benzynowe:               | Silniki benzynowe:        | Silniki benzynowe: | Silniki benzynowe: |
| ------------------ | ------------------------ | ------------------ | ---------------------- | ------------------ | -------------------------------- | ------------------------- | ------------------ | ------------------ |
| Prinz II           | R2 0,6 l (583 cm³), SOHC | gaźnik             | 75,00 × 66,00 mm       | 6,8:1              | 20 KM (15 kW) przy 4600 obr./min | 41 N•m przy 2250 obr./min | b.d.               | 109 km/h           |
| Prinz III          | R2 0,6 l (583 cm³), SOHC | gaźnik             | 75,00 × 66,00 mm       | 6,8:1              | 23 KM (17 kW) przy 4600 obr./min | 41 N•m przy 2250 obr./min | b.d.               | b.d.               |
| Prinz IV           | R2 0,6 l (598 cm³), SOHC | gaźnik             | 76,00 × 66,00 mm       | 7,5:1              | 30 KM (22 kW) przy 5500 obr./min | 45 N•m przy 3250 obr./min | 27,7 s             | 116 km/h           |